# Šiblí – Umm al-Ghanam
Šiblí – Umm al-Ghanam (hebrejsky שִׁבְּלִי – אֻם אל־עָ׳נָם‎ nebo שבלי – אום אל־גנם‎ ,arabsky الشبلي - أم الغنم‎, v oficiálním přepisu do angličtiny Shibli-Umm al-Ghanam) je místní rada (malé město) v Izraeli, v Severním distriktu.

## Geografie
Leží v Dolní Galileji, v nadmořské výšce 185 m na úpatí hory Har Tavor. Sestává ze dvou místních částí: Umm al-Ghanam leží na jihozápadním úpatí hory Tavor, na okraji Jizre'elského údolí, respektive jeho podčásti zvané Bik'at Ksulot. Šiblí leží na severovýchodním úpatí Tavoru. Z jihu město míjí vodní tok Nachal Tavor, do kterého od Šiblí ústí vádí Nachal ha-Šiv'a.
Město se nachází přibližně 90 km severovýchodně od centra Tel Avivu a 40 km jihovýchodně od centra Haify, v hustě osídleném a zemědělsky intenzivně využívaném pásu, přičemž osídlení v tomto regionu je etnicky smíšené. Vlastní Šiblí – Umm al-Ghanam obývají izraelští Arabové. V okolí je zemědělská krajina s demografickou převahou židů. Nedaleko ale leží aglomerace Nazaretu s převahou Arabů. Město je na dopravní síť napojeno pomocí dálnice číslo 65.

## Dějiny
Šiblí – Umm al-Ghanam vzniklo roku 1992 sloučením dvou do té doby samostatných obcí: Šiblí (někdy též Arab aš-Šiblí) a Umm al-Ghanam.
- Šiblí leží na severovýchodním úpatí hory Tabor. Je osídlen arabskými Beduíny a pojmenována po kmenu aš-Šiblí, který ji založil. Ve vesnici se nachází muzeum beduínské kultury.[5] V roce 1984 bylo Šiblí povýšeno na místní radu (malé město).[1]
- Umm al-Ghanam leží na jihozápadním úpatí hory Tabor. Jde rovněž o vesnici, kterou založili arabští Beduíni z kmenů aš-Šibli (אל־שבלי) a as-Sa'uda (אל-סעאודה)[zdroj⁠?!]. Francouzský cestovatel Victor Guérin koncem 19. století popisuje Umm al-Ghanam jako malou osadu, jejíž obyvatelé zčásti obývají jeskyně vylámané v minulosti do svahů hory.[6] Vesnice Umm al-Ghanam byla jako trvalé sídlo založena až roku 1940 a teprve roku 1982 uznána vládou státu Izrael za oficiální obec.[7]

Obě vesnice byly dobyty izraelskou armádou už během počátečních stádií války za nezávislost v roce 1948. Izraelská vojska sem vstoupila 19. dubna 1948. Nebyly pak, na rozdíl od mnoha jiných arabských vesnic dobytých Izraelem, vysídleny (třebaže část obyvatelstva odešla) a zachovaly si svůj arabský ráz. V roce 1992 došlo ke sloučení obou obcí do jedné.

## Demografie
Šiblí – Umm al-Ghanam je etnicky zcela arabským městem. Podle údajů z roku 2005 tvořili arabští muslimové 100 % populace. Jde o menší sídlo vesnického charakteru, přičemž obě části obce si udržují svou urbanistickou samostatnost. K 31. prosinci 2014 zde žilo 5600 lidí.
| Rok            | 1922 | 1931 | 1945  | 1948 | 1949 | 1961 | 1983 | 1995 |
| -------------- | ---- | ---- | ----- | ---- | ---- | ---- | ---- | ---- |
| Počet obyvatel | 653  | 716  | 1 320 | 402  | 398  | 671  | 1759 | 2384 |

| Rok            | 2001  | 2002  | 2003  | 2004  | 2005  | 2006  | 2007  | 2008  | 2009  | 2010  | 2011  | 2012  | 2013  | 2014  |
| -------------- | ----- | ----- | ----- | ----- | ----- | ----- | ----- | ----- | ----- | ----- | ----- | ----- | ----- | ----- |
| Počet obyvatel | 4 280 | 4 400 | 4 572 | 4 716 | 4 841 | 4 962 | 5 092 | 5 261 | 4 978 | 5 100 | 5 300 | 5 400 | 5 500 | 5 600 |

* údaje od roku 2010 zaokrouhleny na stovky